# Vena kyrkobokföringsdistrikt
Vena kyrkobokföringsdistrikt var ett kyrkobokföringsdistrikt (ofta förkortat kbfd) i Vena församling i Linköpings stift. Dessa distrikt utgjorde delar av en församling i Sverige som i folkbokföringshänseende var likställd med en församling. Distriktet bildades den 1 januari 1937 när Vena församling delades upp på två kyrkobokföringsdistrikt (Hultsfred och Vena) och upplöstes den 1 januari 1955 då Hultsfreds kyrkobokföringsdistrikt bildade Hultsfreds församling. Vena kyrkobokföringsdistrikt omfattade då samma område som församlingen och Vena församlings indelning i kyrkobokföringsdistrikt upphörde.
Vena kyrkobokföringsdistrikt hade enligt Skatteverket församlingskoden 086000. Enligt SCB var koden 081500.
Den 1 januari 1947 (enligt beslut den 22 mars 1946) överfördes från Vena kyrkobokföringsdistrikt till Hultsfreds kyrkobokföringsdistrikt vissa områden med 263 invånare och omfattande en areal av 17,00 km², varav 16,60 km² land.

## Areal
Vena kyrkobokföringsdistrikt omfattade den 1 januari 1941 en areal av 259,08 kvadratkilometer, varav 237,84 kvadratkilometer land. Efter nymätningar och arealberäkningar färdiga den 1 januari 1946 omfattade distriktet samma datum en areal av 259,29 km², varav 242,60 km² land.